# أحدهم طار فوق عش الوقواق (فلم)
أحدهم طار فوق عش الوقواق (بالإنجليزية: One Flew Over the Cuckoo's Nest) هو فيلم دراما أمريكي صدر عام 1975، من إخراج ميلوش فورمان، مبنيّ على رواية تحمل نفس الاسم من تأليف كين كيسي، والفيلم من بطولة جاك نيكلسون، لويز فليتشر، وويل سامبسون. وشارك في التمثيل أيضًا كل من: وليام ريدفليك، براد دوريف، داني ديفيتو، كرستوفر لويد وسكاتمان كروذرس.
يُعتبر الفلم هو الثاني من نوعه الذي يحوز على جوائز الأكاديمية الخمس (أفضل فيلم ،أفضل ممثل، أفضل ممثلة، أفضل إخراج، أفضل سيناريو) يسبقه فيلم حدث ذات ليلة ويليه فلم صمت الحملان.
أخُتير الفلم ليكون أحد أفضل الأفلام الـ100 في التاريخ الأمريكي من قِبَل معهد الفيلم الأمريكي. وقد صُور الفيلم في مشفى Oregon State Hospital في مدينة سايلم في ولاية أوريغون الأمريكية.

## القصة
يروي الفيلم قصة راندل باتريك ماكمفري الذي يغتصب فتاة في الـ15 من عمرها مما يدخله السجن فيدعي الجنون ليُنقل لمشفى للأمراض العقلية ويتمكن من الهرب هناك، وكان هذا ما حدث حيث انتقل للمشفى لتقييمه وفحصه إن كان به خلل عقلي أم لا. وهناك تبدأ محاولاته للهرب التي تبوء كلها بالفشل.

## طاقم العمل
- جاك نيكلسون بدور راندل باتريك ماكمفري
- لويز فليتشر بدور الممرضة راتشيد
- ويليام ريدفليد بدور دي هاردينغ
- ويل سامبسون بدور تشيف برومدين
- براد دوريف بدور بيلي بييبت
- سيدني لاسيك بدور تشارلي تشيسويك
- داني ديفيتو بدور مارتينا
- كرستوفر لويد بدور ماكس تابر

## الاستقبال الجماهيري
ردود الفعل اتجاه الفيلم كانت إيجابية جداً، وقد أثار الفيلم إعجاب الناقد السينمائي روجر إيبرت ومدحه في مراجعته للفيلم. ثم قام يوضعه بلائتحة «الأفلام العظيمة».

## الجوائز والترشيحات
| الجائزة                                   | الفئة               | المستحق للجائزة                        | النتيجة |
| ----------------------------------------- | ------------------- | -------------------------------------- | ------- |
| جائزة الأوسكار                            | أفضل فيلم           | مايكل دوغلاس وسول سينتز                | فوز     |
| جائزة الأوسكار                            | أفضل إخراج          | ميلوش فورمان                           | فوز     |
| جائزة الأوسكار                            | أفضل ممثل           | جاك نيكلسون                            | فوز     |
| جائزة الأوسكار                            | أفضل ممثلة          | لويز فليتشر                            | فوز     |
| جائزة الأوسكار                            | أفضل سيناريو        | لورانس هوبن وبو غولدمن                 | فوز     |
| جائزة الأوسكار                            | أفضل ممثل ثانوي     | براد دوريف                             | رُشِّح     |
| جائزة الأوسكار                            | أفضل تصوير سينيمائي | هاسكل والر وبيل بوتلر                  | رُشِّح     |
| جائزة الأوسكار                            | أفضل مونتاج         | ريتشارد كيو وليزي كلينغمان وشيلدون كان | رُشِّح     |
| جائزة الأوسكار                            | أفضل موسيقى         | جاك نيزخ                               | رُشِّح     |
| جوائز غولدن غلوب                          | أفضل فيلم           | مايكل دوغلاس وسول سينتز                | فوز     |
| جوائز غولدن غلوب                          | أفضل إخراج          | ميلوش فورمان                           | فوز     |
| جوائز غولدن غلوب                          | أفضل ممثل           | جاك نيكلسون                            | فوز     |
| جوائز غولدن غلوب                          | أفضل ممثلة          | لويز فليتشر                            | فوز     |
| جوائز غولدن غلوب                          | أفضل سيناريو        | لورانس هوبن وبو غولدمن                 | فوز     |
| جوائز غولدن غلوب                          | أفضل ممثل صاعد      | براد دوريف                             | فوز     |
| جوائز الأكاديمية البريطانية للأفلام بافتا | أفضل فيلم           | مايكل دوغلاس وسول سينتز                | فوز     |
| جوائز الأكاديمية البريطانية للأفلام بافتا | أفضل إخراج          | ميلوش فورمان                           | فوز     |
| جوائز الأكاديمية البريطانية للأفلام بافتا | أفضل ممثل رئيسي     | جاك نيكلسون                            | فوز     |
| جوائز الأكاديمية البريطانية للأفلام بافتا | أفضل ممثلة رئيسية   | لويز فليتشر                            | فوز     |
| جوائز الأكاديمية البريطانية للأفلام بافتا | أفضل ممثل ثانوي     | براد دوريف                             | فوز     |
| جوائز الأكاديمية البريطانية للأفلام بافتا | أفضل مونتاج         | ريتشارد كيو وشيلدون كان                | فوز     |
| جوائز الأكاديمية البريطانية للأفلام بافتا | أفضل تصوير سينيمائي | هاسكل والر وبيل بوتلر                  | رُشِّح     |
| جوائز الأكاديمية البريطانية للأفلام بافتا | أفضل سيناريو        | لورانس هوبن وبو غولدمن                 | رُشِّح     |

## روابط خارجية
- مقالات تستعمل روابط فنية بلا صلة مع ويكي بيانات